# Mạc Công Du
Mạc Công Du (鄚公榆, ?–1833), là một viên quan triều Nguyễn, từng làm Hiệp trấn rồi Trấn thủ Hà Tiên.

## Tiểu sử
Mạc Công Du là con người thiếp thứ ba của Mạc Tử Hoàng, cháu 4 đời Mạc Cửu–người khai mở vùng đất Hà Tiên. Năm 1780, ông nội ông là Mạc Thiên Tích bị vu oan và phải tự tử bên Xiêm. Hầu hết con cháu họ Mạc (trong đó có cha ông) đều bị vua Xiêm là Taksin đem xử tử; chỉ có ba người con trai nhỏ của Thiên Tứ là Mạc Tử Sanh, Mạc Tử Tuấn và Mạc Tử Thiêm cùng các cháu nhỏ được tha chết nhưng phải đi đày. Sau khi Rama I tự lập mình làm Phật vương năm 1782, mới vời họ về Bangkok nuôi cho đủ ăn.
Ông sống bên Xiêm một thời gian dài. Đến năm 1799, Mạc Công Du theo chú là Mạc Tử Thiêm về Hà Tiên và được phong chức Cai Đội năm 1807. Năm 1809, Mạc Tử Thiêm bị bệnh chết, Mạc Công Du lúc đó do mắc tội và bị cách chức cho đến năm 1811 mới được tha. Lúc này nhà Nguyễn đã thống nhất đất nước đất nước nên không muốn người Xiêm can thiệp vào nội bộ trấn Hà Tiên. Vậy nên năm 1810, vua Gia Long cử Nguyễn Văn Thiện làm Trấn Thủ và Nguyễn Đức Hội làm Hiệp Trấn, Dương Văn Châu được cử làm Tham Hiệp, ba người cùng cai quản Hà Tiên. Sau khi Trấn Thủ Nguyễn Văn Thiện chết, hai người phó là Nguyễn Đức Hội và Dương văn Châu chuyên coi việc trấn, nhưng hai người có hiềm khích, cùng gây rối loạn trong trấn, tin về vua Gia Long, cả hai đều bị trọng tội. Đến năm 1811, vua Gia Long cử Trương Phúc Giáo làm Trấn Thủ Hà Tiên, Bùi Đức Miên (hay Bùi Đức Minh) làm Hiệp Trấn, thời gian này ở trấn Hà Tiên tình hình tốt đẹp dần, dân chúng về sinh sống ngày càng thịnh vượng. Lúc này Mạc Công Du được triệu về Huế nhận chức Ất Phó Sứ và đi sứ sang Xiêm năm 1813. Đến năm 1816, Mạc Công Du được vua Gia Long phong chức Cai Đội Hiệp Trấn và năm 1818 chức Trấn Thủ Hà Tiên, từ năm 1816 cũng có Phạm Nhữ Đăng được phong làm Tham Hiệp trấn Hà Tiên cùng trấn thủ với Mạc Công Du. Khi này Hà Tiên đã hoàn toàn nằm dưới quyền kiểm soát của nhà Nguyễn. Trong thời gian này ông cũng lệnh cho gia nhân là Vũ Thế Dinh soạn Hà Tiên trấn hiệp trấn Mạc thị Gia phả. Mạc Công Du làm việc đến năm 1829 thì cáo về hưu do già yếu.
Năm 1833, vào tháng 5 năm Quí Tỵ, tại Gia Định có biến cố lớn. Lê Văn Khôi chiếm thành Phiên An, con Mạc Công Du là Mạc Hầu Hi theo phe Lê Văn Khôi, chống lại vua Minh Mệnh. Mạc Công Du cùng em là Mạc Công Tài và con là Mạc Hầu Hi, Mạc Hầu Diệu đều lãnh chức tước của họ Lê. Nhưng chỉ vài tháng sau, phó tướng của Lê Văn Khôi là Thái Công Triều lại phản bội Lê Văn Khôi, cha con Mạc Công Du bị bắt giải giao về Huế tống giao chờ xét xử. Tháng 10 năm Quí Tỵ (1833), trước khi lên đường Mạc Công Du đã bị bệnh chết. Trong khi đó tình hình ở địa phương vô cùng lộn xộn. Tháng Chạp năm Quý Tỵ, quân Xiêm tấn công và chiếm cứ Hà Tiên. Đại binh vua Minh Mệnh đánh đuổi được quân Xiêm, tái chiếm Hà Tiên vào mùa xuân năm Giáp Ngọ (1834). Họ Mạc đã bị án tru di; người sống phải thay đổi họ tên trốn đi nơi khác. Đến năm 1845, vua Thiệu Trị mới ra lệnh ân xá cho con cháu họ Mạc.
Trong thời gian làm Trấn Thủ Hà Tiên, Mạc Công Du có lập một ngôi đền tên Mạc Công Từ để thờ ông bà, lập bên trái chùa Tam Bảo, sau sự việc giặc Lê Văn Khôi, ngôi đền cũng đã bị bỏ hoang không ai dám chăm sóc. Khi Mạc Công Du chết, ông cũng không được chôn cất vào ngôi mả đã định trước, và cũng không có mộ bia để tên tuổi. Tình trạng về ngôi mộ vô danh không ai biết và cũng không xác định được mộ của ông chính xác ở đâu, đến năm 2006 con cháu họ Mạc mới xác định và xin phép đặt một mộ bia cho ngôi mộ của Mạc Công Du. Từ xưa Hà Tiên đã có đường tên Mạc Công Du.

## Gia thất
Mạc Công Du có người em cùng mẹ là Mạc Công Tài, mẹ là Bùi Thị Nga. Con trai lớn của ông là Mạc Hầu Hi, do chở gạo lậu nên bị giam trong ngục Phiên An. Sau Lê Văn Khôi làm phản, chiếm thành Phiên An, thả hết tù nhân, Mạc Hầu Hi theo, nguỵ xưng là thuỷ quân kiêm lãnh ngũ dinh. Một người con khác của ông là Mạc Hầu Diệu (hay Hiệu) cùng chú là Công Tài đều theo họ Lê, làm thống lĩnh sứ. Sau Lê Văn Khôi thua chạy, Hầu Hi và Hầu Diệu đều bị giải về Huế nhận tội. Mạc Hầu Diệu sau được sai đi Xiêm do thám, chết trên đường đi. Còn Mạc Hầu Hi trinh thám vùng thượng đạo tỉnh Nghệ An, cũng không xong, đành quay về chết trong ngục Nghệ An.
Năm 1848, vua Tự Đức phong cho Mạc Văn Phong (Mạc Hầu Phong) – con út Mạc Công Du chức Cai đội. Từ đó con cháu họ Mạc được cải chính lai lịch, phục hồi gia thế.